# Phase terminale (téléfilm)
Pour les articles homonymes, voir Phase terminale.
Pour plus de détails, voir Fiche technique et Distribution.
Phase terminale (Terminal) est un téléfilm réalisé par Larry Elikann en 1996.

## Synopsis
Dans la clinique Forbes, il semble que l'on soit arrivé à mettre en place un traitement contre le cancer. Beaucoup d'espérances sont ranimées, et beaucoup d'argent est en jeu pour la fabrication et la gestion des produits. Cela attire bien sûr beaucoup de convoitises, et le traitement est sous haute surveillance. Une infirmière est tuée alors qu'elle semble avoir découvert quelque chose. L'un des futurs investisseurs du projet envoie un jeune médecin comme stagiaire.

## Commentaire
Faiblesse de l'intrigue dans les scènes finales : une énorme disproportion entre le déploiement des forces de polices pour ce qui est pris pour une prise d'otage et la finale en huis clos entre bons et méchants.

## Fiche technique
- Titre anglais : Terminal
- Titre français : Phase terminale (France); Jusqu'à ce que la mort nous sépare (Canada)
- Scénario : Nancy Isaak d'après le roman de Robin Cook
- Production : Richard D. Arredondo, Ted Babcock, Michael G. Larkin, Stacy Mandelberg, Robert M. Sertner, Randy Sutter, Frank von Zerneck pour Alpha Media LLC, Artisan Entertainment et National Broadcasting Company
- Musique : Garry Schyman
- Photographie : Eric Van Haren Noman
- Durée : 87 minutes
- Pays : USA
- Langue : Anglais
- Couleur
- Son : Stereo

## Distribution
- Doug Savant : Le docteur Sean O'Grady, chercheur en biologie moléculaire, en stage à l'institut Forbes de Phoenix, où plusieurs cas de guérisons du médulloblastome ont été enregistrés
- Nia Peeples : Janet Reardon, l'ex fiancée de Sean qu'il retrouve à l'institut Forbes
- Michael Ironside : Sterling Rombauer
- Roy Thinnes : John Cabot, le riche père d'Helen
- Jenny O'Hara : Margaret Desmond, l'infirmière en chef de l'institut Forbes
- Khandi Alexander : Le docteur Deborah Levy
- Gregg Henry : Brian O'Grady, le frère avocat de Sean
- Richard Riehle : le chef de la sécurité
- Jamie Rose : Sjeila Adamson, l'infirmière assassinée
- Joe E. Tata : le lieutenant Johns
- James Eckhouse : le docteur Maxwell
- Stacy Linn Ramsower : Helen Cabot, une petite fille atteinte d'un cancer du cerveau irréversible
- Charles Kahlenberg : Howard Pace
- David Jean Thomas : le chef du groupe B
- Francesca Jarvis : Claire
- Michael O'Guinne : Louis Mayfield
- Ginny Harman : la gérante de l'immeuble
- Barbara Glover : Le docteur Masterson
- Ric San Nicholas : le chef du groupe A
- Dana Reilly : une infirmière
- Tori Bridges : l'infirmière du docteur Maxwell